# Forest of the Dead
"Forest of the Dead" (intitulado "Floresta dos Mortos" no Brasil) é o nono episódio da quarta temporada da série de ficção científica britânica Doctor Who, transmitido originalmente através da BBC One em 7 de junho de 2008. É a segunda parte de uma história dividida em dois episódios, sendo a conclusão de "Silence in the Library" iniciado na semana anterior. Ambos foram escritos por Steven Moffat e dirigidos por Euros Lyn.
No episódio, Donna Noble (Catherine Tate) fica presa dentro de uma realidade virtual no disco rígido de uma biblioteca do tamanho de um planeta no século LI e tem falsas memórias implantadas de uma vida de casada. Ao mesmo tempo, o alienígena viajante do tempo conhecido como o Doutor (David Tennant) busca resgatá-la e milhares de outros humanos salvos dentro do disco enquanto são perseguidos pelo enxame microscópico nas sombras chamado Vashta Nerada. O episódio também apresenta a morte de River Song (Alex Kingston), uma arqueóloga que tem um relacionamento próximo com o Doutor, mas por causa da não linearidade dessa parceria, o Doutor no episódio acabou de conhecê-la.
"Forest of the Dead" foi assistido por 7,84 milhões de espectadores e foi indicado junto com "Silence in the Library" ao Prêmio Hugo de Melhor Apresentação Dramática, Forma Curta.

## Enredo

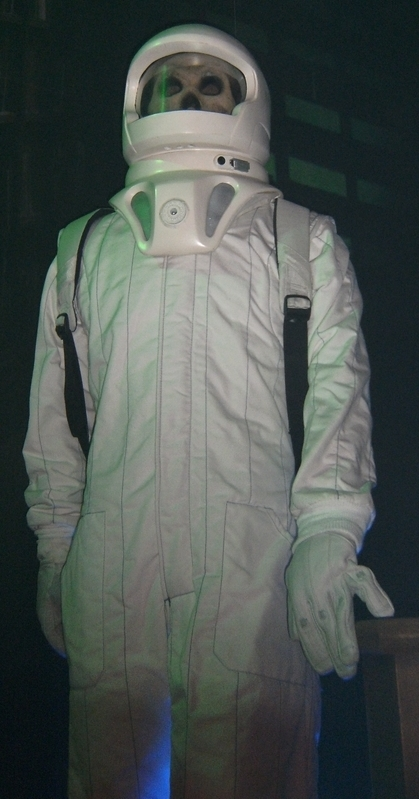
Os Vashta Nerada dentro do traje de astronauta em exibição na Doctor Who Experience

O Doutor, River, Strackman Lux e o restante de sua equipe fogem do enxame microscópico dos Vashta Nerada na Biblioteca. Outros membros da equipe são mortos pelas criaturas e seus trajes espaciais são animados pelos enxames. Durante um descanso, Lux explica que a Biblioteca foi construída por seu avô para a tia de Lux, Charlotte, que foi diagnosticada com uma doença terminal ainda muito jovem. O avô de Lux construiu um computador gigante no núcleo da Biblioteca para permitir que a mente de Charlotte vivesse entre as obras coletadas da humanidade. O Doutor percebe que a mente de Charlotte está lutando para lidar depois de "salvar" as milhares de pessoas transferindo suas formas físicas para o núcleo do computador há cem anos, quando os Vashta Nerada atacaram.
Dentro da simulação de uma vila contemporânea da Terra, Donna é cuidada pelo Dr. Moon, um avatar do antivírus do computador, que lhe apresenta a Lee, com quem ela se casa. Ciente de que o tempo está passando em saltos, Donna é alertada pela Srta. Evangelista, uma das integrantes da equipe de River morta pelos Vashta Nerada, que ela está em uma simulação.
No núcleo, o Doutor descobre com os Vashta Nerada que suas florestas foram usadas para criar os livros da Biblioteca e eles agora a reivindicam como sua. As criaturas dão um dia ao Doutor para libertar as pessoas presas no núcleo do computador, incluindo Donna, após o que a Biblioteca pertencerá a eles. O Doutor se prepara para se conectar ao terminal do computador para fornecer a memória extra necessária para baixar todos, ciente de que isso provavelmente o matará. River o nocauteia e toma seu lugar, insistindo que a morte do Doutor a impediria de encontrá-lo em seu próprio passado.
Os visitantes armazenados dentro do computador se rematerializam na superfície da Biblioteca, onde se teletransportam para um lugar seguro. Lee não consegue chamar Donna quando ele sai. Enquanto o Doutor e Donna deixam para trás o diário de River e a chave de fenda sônica dela, o Doutor se pergunta por que seu eu futuro daria a ela sua chave de fenda. Ele encontra um gravador de dados dentro do mecanismo que preservou o padrão de pensamento de River e salva seu padrão no núcleo do computador. River acorda na simulação da Terra e é recebida por Charlotte e pelos membros de sua equipe que foram vítimas dos Vashta Nerada. Charlotte garante a ela que a simulação agora é um "bom lugar" onde ela estará segura, pois o Doutor consertou o núcleo.

## Produção

### Roteiro
"Forest of the Dead" foi inicialmente anunciado sob o título "River's Run", antes de seu nome ser alterado relativamente tarde na produção. Josh e Ella, os dois filhos de Donna no mundo gerado por computador, receberam o nome do filho de Steven Moffat e do amigo de seu filho.

### Elenco
Para o papel de River Song, a quem o produtor Russell T Davies descreveu como "uma espécie de esposa do Doutor", a produção procurou escalar Kate Winslet. Um dos primeiros papéis de Winslet como atriz foi no drama adolescente da BBC Dark Season, escrito por Davies. O papel de River Song acabou indo para Alex Kingston, sobre quem Davies disse: "Eu a amo pra caramba!"

### Filmagens
Várias cenas deste episódio e "Silence in the Library" foram filmadas no Brangwyn Hall de Swansea. Isso incluiu a área de recepção da biblioteca onde a TARDIS chega e a escada onde o Doutor e Donna olham para a biblioteca vazia. As cenas climáticas do episódio (no núcleo da biblioteca) foram filmadas em uma subestação elétrica de uma fábrica desativada da Alcoa em Waunarlwydd, Swansea. Outras cenas foram filmadas na Antiga Biblioteca Central de Swansea.
As cenas nos bancos de dados do CAL foram filmadas em Dyffryn Gardens, St Nicholas.
O vestido de noiva que Catherine Tate usa neste episódio é o mesmo vestido que ela usou em "The Runaway Bride".

## Recepção
"Forest of the Dead" foi assistido por 7,84 milhões de espectadores, dando-lhe uma quota de audiência de 40%; a mais alta na quarta temporada e a mais alta no horário de sua exibição. O episódio recebeu uma pontuação no Índice de Apreciação de 89, considerado "Excelente", um dos maiores números que a série moderna recebeu até aquele momento, ao lado de "The Parting of the Ways", "Doomsday" e o episódio anterior "Silence in the Library".
Este episódio, juntamente com "Silence in the Library", foi nomeado para o Prêmio Hugo de Melhor Apresentação Dramática, Forma Curta.